# دياجونال تي في
دياجونال تي في (بالإسبانية: Diagonal TV)‏ هي شركة إنتاج سمعي بصري إسبانية تنتمي إلى مجموعة إنديمول شيني إيبريا. تأسست في برشلونة عام 1997 ، وتخصصت بشكل رئيسي في إنتاج مسلسلات تلفزيونية باللغتين الإسبانية والكاتالونية. وعُدت واحدة من شركات الإنتاج الإسبانية الرئيسية مع العديد من الإنتاجات الناجحة للغاية في رصيدها.